# Südostdeutsche Fußballmeisterschaft 1927/28

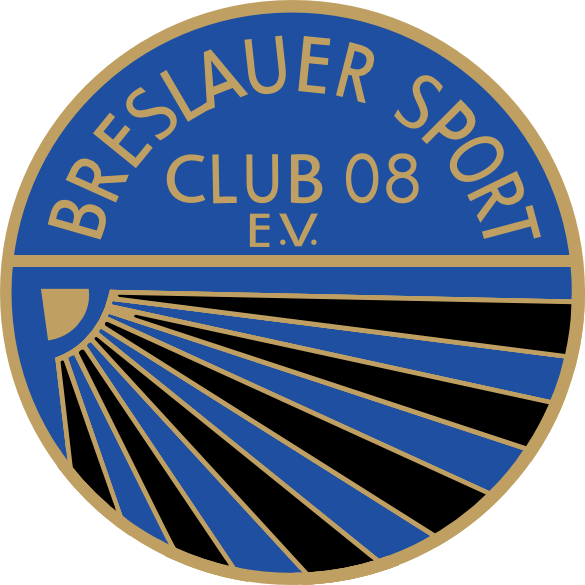
Breslauer SC 08 – Südostdeutscher Meister 1928

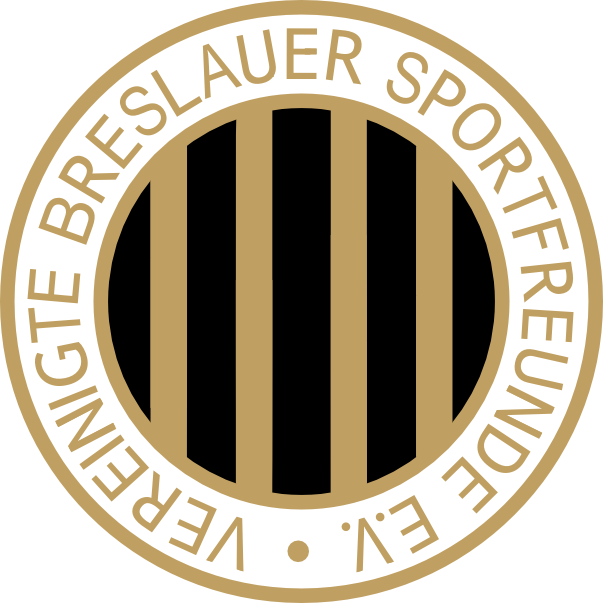
Vereinigte Breslauer Sportfreunde – Südostdeutscher Vizemeister 1928

Die südostdeutsche Fußballmeisterschaft 1927/28 war die siebzehnte Austragung der südostdeutschen Fußballmeisterschaft des Südostdeutschen Fußball-Verbandes (SOFV). Die Meisterschaft gewann zum zweiten Mal der Breslauer SC 08 nach Punkten im Endrundenturnier. Durch den Gewinn dieser Verbandsmeisterschaft qualifizierten sich die Breslauer für die deutsche Fußballmeisterschaft 1927/28, bei der Breslau nach einer 2:3-Heimniederlage gegen den VfB Königsberg bereits im Achtelfinale ausschied. Die Vereinigten Breslauer Sportfreunde qualifizierten sich als Vizemeister ebenso für diese, schieden aber ebenfalls im Achtelfinale nach einer deutlichen 0:7-Niederlage gegen Hertha BSC aus.

## Modus
Die Fußballmeisterschaft wurde in diesem Jahr erneut in sechs regionalen Meisterschaften ausgespielt, deren Sieger für die Endrunde qualifiziert waren. Die Bezirksliga Mittelschlesien war, wie in den letzten Jahren, in die vier Gaue Breslau, Brieg, Namslau und Oels, die Bezirksliga Bergland in Ost und West eingeteilt.
| Bezirk          | Bezirksmeister          | Bezirkseinteilung             |
| --------------- | ----------------------- | ----------------------------- |
| Niederlausitz   | FV Brandenburg Cottbus  |                               |
| Oberlausitz     | SpVgg Gelb-Weiß Görlitz |                               |
| Niederschlesien | VfB Liegnitz            |                               |
| Mittelschlesien | Breslauer SC 08         | Breslau, Oels, Brieg, Namslau |
| Oberschlesien   | SC Preußen Zaborze      |                               |
| Bergland        | VfR 1915 Schweidnitz    | Ost, West                     |

## Bezirksliga Niederlausitz
Die Bezirksliga Niederlausitz wurde in einer Gruppe ausgetragen. Der FV Brandenburg Cottbus wurde zum zweiten Mal Niederlausitzer Meister und qualifizierte sich somit für die südostdeutsche Meisterschaftsendrunde. Als Sieger des Verbandspokals durfte auch der Cottbuser FV 98 an der südostdeutschen Fußballendrunde teilnehmen.

### Abschlusstabelle
| Pl. | Verein                     | Sp. | S  | U | N  | Tore    | Quote | Punkte |
| --- | -------------------------- | --- | -- | - | -- | ------- | ----- | ------ |
| 1.  | FV Brandenburg Cottbus (M) | 14  | 11 | 1 | 2  | 056:240 | 2,33  | 23:50  |
| 2.  | Cottbuser FV 98            | 14  | 10 | 0 | 4  | 040:260 | 1,54  | 20:80  |
| 3.  | FC Viktoria Forst          | 14  | 7  | 2 | 5  | 055:370 | 1,49  | 16:12  |
| 4.  | FC Askania Forst           | 14  | 6  | 3 | 5  | 036:350 | 1,03  | 15:13  |
| 5.  | FC Deutschland Forst       | 14  | 4  | 3 | 7  | 031:400 | 0,78  | 11:17  |
| 6.  | SC Union Cottbus           | 14  | 3  | 4 | 7  | 025:300 | 0,83  | 10:18  |
| 7.  | SC Wacker Ströbitz         | 14  | 5  | 0 | 9  | 028:490 | 0,57  | 10:18  |
| 8.  | 1. FC Guben (N)            | 14  | 3  | 1 | 10 | 027:570 | 0,47  | 07:21  |

| (M) | Titelverteidiger Bezirk    |
| (N) | Aufsteiger aus der Gauliga |

### Relegationsspiele
Die Sieger der drei zweitklassigen Gauligen trafen in einer Finalrunde aufeinander, um den Teilnehmer an den Relegationsspielen gegen den Achtplatzierten der Bezirksliga zu ermitteln.
Gauliga Meisterschaft (2. Klasse):
| Pl. | Verein                                       | Sp. | S | U | N | Tore    | Quote | Punkte |
| --- | -------------------------------------------- | --- | - | - | - | ------- | ----- | ------ |
| 1.  | VfB 1901 Forst (Sieger Gauliga Forst)        | 2   | 2 | 0 | 0 | 004:000 | ∞     | 04:0   |
| 2.  | VfB Weißwasser (Sieger Gauliga Cottbus)      | 2   | 1 | 0 | 1 | 009:300 | 3,00  | 02:20  |
| 3.  | VfB Senftenberg (Sieger Gauliga Senftenberg) | 2   | 0 | 0 | 2 | 000:100 | 0,00  | 0:40   |

Relegationsspiele:

Das Hinspiel fand am 1. April 1928 in Forst, das Rückspiel am 13. Mai 1928 in Guben statt.
|                                  | Gesamt |                                  | Hinspiel | Rückspiel |
| -------------------------------- | ------ | -------------------------------- | -------- | --------- |
| VfB 1901 Forst (Sieger Gauligen) | 4:2    | 1. FC Guben (Achter Bezirksliga) | 2:2      | 2:0       |

## A-Liga Oberlausitz
Die Bezirksliga Oberlausitz wurde mit folgendem Tabellenstand beendet.
| Pl. | Verein                   | Sp. | S | U | N | Tore    | Quote | Punkte |
| --- | ------------------------ | --- | - | - | - | ------- | ----- | ------ |
| 1.  | Gelb-Weiß Görlitz        | 12  | 8 | 2 | 2 | 033:290 | 1,14  | 18:60  |
| 2.  | STC Görlitz (M)          | 12  | 7 | 2 | 3 | 047:110 | 4,27  | 16:80  |
| 3.  | Laubaner SV A            | 12  | 7 | 1 | 4 | 043:240 | 1,79  | 15:90  |
| 4.  | Saganer SV               | 12  | 6 | 1 | 5 | 028:180 | 1,56  | 13:11  |
| 5.  | Sportfreunde Seifersdorf | 12  | 3 | 3 | 6 | 019:310 | 0,61  | 09:15  |
| 6.  | VfB Bunzlau              | 12  | 3 | 1 | 8 | 013:440 | 0,30  | 07:17  |
| 7.  | VfB Sorau                | 12  | 2 | 2 | 8 | 023:490 | 0,47  | 06:18  |

| (M) | Titelverteidiger Bezirk |

- Aufsteiger zur kommenden Saison: SC Halbau

## Bezirksliga Niederschlesien
Die Bezirksliga Niederschlesien wurde diese Saison in einer Gruppe ausgespielt, es gewann erneut der VfB Liegnitz
| Pl. | Verein                             | Sp. | S  | U | N  | Tore    | Quote | Punkte |
| --- | ---------------------------------- | --- | -- | - | -- | ------- | ----- | ------ |
| 1.  | VfB Liegnitz (M)                   | 16  | 13 | 0 | 3  | 075:220 | 3,41  | 26:60  |
| 2.  | FC Blitz Liegnitz                  | 16  | 11 | 3 | 2  | 037:260 | 1,42  | 25:70  |
| 3.  | SC Preußen 1911 Glogau             | 16  | 10 | 0 | 6  | 070:510 | 1,37  | 20:12  |
| 4.  | DSC Neusalz                        | 16  | 8  | 3 | 5  | 050:470 | 1,06  | 19:13  |
| 5.  | Vereinigte Grünberger Sportfreunde | 16  | 8  | 2 | 6  | 055:350 | 1,57  | 18:14  |
| 6.  | SpVgg 1896 Liegnitz                | 16  | 6  | 0 | 10 | 044:540 | 0,81  | 12:20  |
| 7.  | SC Jauer                           | 16  | 2  | 4 | 10 | 039:730 | 0,53  | 08:24  |
| 8.  | SpVgg Blau-Weiß Züllichau B        | 16  | 3  | 2 | 11 | 031:600 | 0,52  | 08:24  |
| 9.  | Vgt. Sportfreunde Preußen Wohlau   | 16  | 2  | 4 | 10 | 026:590 | 0,44  | 08:24  |

| (M) | Titelverteidiger Bezirk |

Entscheidungsrunde Platz 7–9:
| Pl. | Verein                           | Sp. | S | U | N | Tore    | Quote | Punkte |
| --- | -------------------------------- | --- | - | - | - | ------- | ----- | ------ |
| 1.  | SC Jauer                         | 2   | 2 | 0 | 0 | 004:200 | 2,00  | 04:0   |
| 2.  | Vgt. Sportfreunde Preußen Wohlau | 2   | 1 | 0 | 1 | 008:400 | 2,00  | 02:20  |
| 3.  | SpVgg Blau-Weiß Züllichau        | 2   | 0 | 0 | 2 | 000:600 | 0,00  | 0:40   |

Relegationsspiele:

Das Hinspiel fand am 10. Juni 1928 in Züllichau, das Rückspiel am 17. Juni 1928 in Lüben und das Entscheidungsspiel am 12. August 1928 in Glogau statt.
|                                                 | Gesamt |                                 | Hinspiel | Rückspiel | 3. Spiel |
| ----------------------------------------------- | ------ | ------------------------------- | -------- | --------- | -------- |
| SpVgg Blau-Weiß Züllichau (Letzter Bezirksliga) | 7:6    | SVgg Lüben (Sieger 1. Klassen ) | 2:3      | 3:2       | 2:1      |

## 1. Klasse Mittelschlesien
Die mittelschlesische Meisterschaft wurde zuerst in vier Gauen ausgetragen, deren Sieger für die Finalrunde qualifiziert waren. Der Breslauer SC 08 wurden zum dritten Mal Mittelschlesischer Meister.

### A-Liga Breslau
Die Vereinigten Breslauer Sportfreunde waren automatisch als Titelverteidiger für die südostdeutsche Endrunde 1928 qualifiziert. Zur kommenden Spielzeit wurde die A-Liga in zwei Staffeln geteilt.
| Pl. | Verein                                  | Sp. | S  | U | N  | Tore    | Quote | Punkte |
| --- | --------------------------------------- | --- | -- | - | -- | ------- | ----- | ------ |
| 1.  | Breslauer SC 08                         | 22  | 19 | 0 | 3  | 070:270 | 2,59  | 38:60  |
| 2.  | Vereinigte Breslauer Sportfreunde (SOM) | 22  | 16 | 2 | 4  | 088:330 | 2,67  | 34:10  |
| 3.  | VfB Breslau                             | 22  | 17 | 0 | 5  | 080:390 | 2,05  | 34:10  |
| 4.  | Breslauer FV Stern 06 (M)               | 22  | 13 | 2 | 7  | 070:420 | 1,67  | 28:16  |
| 5.  | SC Vorwärts Breslau                     | 22  | 12 | 2 | 8  | 055:540 | 1,02  | 26:18  |
| 6.  | Breslauer SpVgg Komet 05 (N)            | 22  | 8  | 4 | 10 | 061:600 | 1,02  | 20:24  |
| 7.  | SC Hertha Breslau                       | 22  | 8  | 4 | 10 | 045:530 | 0,85  | 20:24  |
| 8.  | SC Alemannia Breslau                    | 22  | 8  | 2 | 12 | 043:520 | 0,83  | 18:26  |
| 9.  | VfR 1897 Breslau (N)                    | 22  | 9  | 0 | 13 | 034:530 | 0,64  | 18:26  |
| 10. | SC Schlesien 1901-Rapid Breslau         | 22  | 6  | 3 | 13 | 042:560 | 0,75  | 15:29  |
| 11. | VSV Union Wacker Breslau (N)            | 22  | 4  | 2 | 16 | 027:790 | 0,34  | 10:34  |
| 12. | SC Minerva-Rasenfreunde Breslau (N)     | 22  | 1  | 1 | 20 | 023:900 | 0,26  | 03:41  |

| (SOM) | Südostdeutscher Titelverteidiger |
| (M)   | Titelverteidiger Bezirk          |
| (N)   | Aufsteiger aus der B-Liga        |

Relegationsspiele:
Das Hinspiel fand am 17. Juni 1928, das Rückspiel am 24. Juni 1928 statt.
|                                                  | Gesamt |                                     | Hinspiel | Rückspiel |
| ------------------------------------------------ | ------ | ----------------------------------- | -------- | --------- |
| SC Minerva-Rasenfreunde Breslau (Letzter A-Liga) | 1:7    | SC Germania Breslau (Sieger B-Liga) | 1:2      | 0:5       |

### Gau Oels
| Pl. | Verein                | Sp. | S | U | N | Tore    | Quote | Punkte |
| --- | --------------------- | --- | - | - | - | ------- | ----- | ------ |
| 1.  | SSC 1901 Oels         | 5   | 5 | 0 | 0 | 020:700 | 2,86  | 10:0   |
| 2.  | VfR Oels              | 4   | 2 | 0 | 2 | 008:900 | 0,89  | 04:40  |
| 3.  | SpVgg 08 Oels         | 5   | 2 | 0 | 3 | 008:140 | 0,57  | 04:60  |
| 4.  | SC Preußen Festenberg | 6   | 1 | 0 | 5 | 011:170 | 0,65  | 02:10  |

### Gau Brieg
Aus unbekannten Gründen nahm der Zweitplatzierte SpVgg 1910 Brieg an der Finalrunde um die mittelschlesische Meisterschaft teil.
| Pl. | Verein             | Sp. | S | U | N | Tore    | Quote | Punkte |
| --- | ------------------ | --- | - | - | - | ------- | ----- | ------ |
| 1.  | SC Brega Brieg     | 9   | 6 | 1 | 2 | 040:130 | 3,08  | 13:50  |
| 2.  | SpVgg 1910 Brieg   | 7   | 5 | 1 | 1 | 018:800 | 2,25  | 11:30  |
| 3.  | SC Preußen Brieg   | 8   | 4 | 2 | 2 | 012:200 | 0,60  | 10:60  |
| 4.  | SSVgg Grottkau     | 8   | 3 | 1 | 4 | 022:900 | 2,44  | 07:90  |
| 5.  | SSC Brieg          | 7   | 1 | 1 | 5 | 009:330 | 0,27  | 03:11  |
| 6.  | VfB 1921 Löwen (N) | 5   | 0 | 0 | 5 | 000:180 | 0,00  | 0:10   |

| (N) | Aufsteiger aus der 2. Klasse |

### Gau Namslau
| Pl. | Verein                              | Sp. | S | U | N | Tore    | Quote | Punkte |
| --- | ----------------------------------- | --- | - | - | - | ------- | ----- | ------ |
| 1.  | Sportfreunde Preußen Konstadt (N) C | 4   | 4 | 0 | 0 | 014:300 | 4,67  | 08:0   |
| 2.  | Sportfreunde Bernstadt              | 1   | 0 | 0 | 1 | 001:300 | 0,33  | 0:20   |
| 3.  | SV Schlesien Namslau                | 1   | 0 | 0 | 1 | 000:000 | 1,00  | 0:20   |
| 4.  | SC Preußen Namslau                  | 2   | 0 | 0 | 2 | 002:110 | 0,18  | 0:40   |

| (N) | Neuling |

### Mittelschlesische Bezirksmeisterschaft
Vorrunde:
| Datum           |                                         | Ergebnis |                                            | Ort   |
| --------------- | --------------------------------------- | -------- | ------------------------------------------ | ----- |
| 22. Januar 1928 | SSC 1901 Oels (Sieger Gau Oels)         | 5:1      | Sportfreunde Konstadt (Sieger Gau Namslau) | Oels  |
| 22. Januar 1928 | SpVgg 1910 Brieg (Teilnehmer Gau Brieg) | 1:9      | Breslauer SC 08 (Sieger Gau Breslau)       | Brieg |

Finale:
| Datum           |                 | Ergebnis |               | Ort     |
| --------------- | --------------- | -------- | ------------- | ------- |
| 5. Februar 1928 | Breslauer SC 08 | 6:0      | SSC 1901 Oels | Breslau |

## Bezirksliga Oberschlesien
Die Bezirksliga Oberschlesien wurde in dieser Saison erneut in einer Gruppe ausgetragen. Der SC Preußen Zaborze wurde zum ersten Mal Oberschlesischer Meister.
| Pl. | Verein                                 | Sp. | S  | U | N  | Tore    | Quote | Punkte |
| --- | -------------------------------------- | --- | -- | - | -- | ------- | ----- | ------ |
| 1.  | SC Preußen Zaborze                     | 14  | 11 | 1 | 2  | 050:170 | 2,94  | 23:50  |
| 2.  | Beuthener SuSV 09                      | 14  | 11 | 0 | 3  | 053:200 | 2,65  | 22:60  |
| 3.  | SpVgg Vorwärts-Rasensport Gleiwitz (M) | 14  | 9  | 2 | 3  | 057:370 | 1,54  | 20:80  |
| 4.  | VfB 1910 Gleiwitz                      | 14  | 6  | 2 | 6  | 037:440 | 0,84  | 14:14  |
| 5.  | SpVgg Deichsel Hindenburg              | 14  | 6  | 2 | 6  | 028:340 | 0,82  | 14:14  |
| 6.  | Vgt. Oppelner Sportfreunde             | 14  | 5  | 0 | 9  | 030:400 | 0,75  | 10:18  |
| 7.  | SV Delbrückschächte Hindenburg (N)     | 14  | 2  | 1 | 11 | 015:500 | 0,30  | 05:23  |
| 8.  | SV Preußen Ratibor                     | 14  | 2  | 0 | 12 | 020:480 | 0,42  | 04:24  |

| (M) | Titelverteidiger Bezirk      |
| (N) | Aufsteiger aus der 1. Klasse |

Relegationsspiele:
Das Hinspiel fand am 12. August 1928 in Beuthen, das Rückspiel am 19. August 1928 in Ratibor statt.
|                                   | Gesamt |                                          | Hinspiel | Rückspiel |
| --------------------------------- | ------ | ---------------------------------------- | -------- | --------- |
| SpVgg Beuthen (Sieger 1. Klassen) | 4:7    | SV Preußen Ratibor (Letzter Bezirksliga) | 3:3      | 1:4       |

## Bezirksliga Bergland
Die Bezirksliga Bergland wurde in zwei Gruppen ausgespielt. Bezirksmeister wurde der VfR 1915 Schweidnitz, aus Terminnot nahm aber der Waldenburger SV 1909 an der südostdeutschen Meisterschaftsendrunde teil.

### Bergland Ostkreis
| Pl. | Verein                             | Sp. | S | U | N | Tore    | Quote | Punkte |
| --- | ---------------------------------- | --- | - | - | - | ------- | ----- | ------ |
| 1.  | SV Preußen Glatz (M)               | 10  | 6 | 1 | 3 | 027:150 | 1,80  | 13:70  |
| 2.  | VfR 1915 Schweidnitz               | 10  | 6 | 1 | 3 | 029:240 | 1,21  | 13:70  |
| 3.  | SpVgg 1908 Reichenbach             | 10  | 5 | 1 | 4 | 019:190 | 1,00  | 11:90  |
| 4.  | VfB Langenbielau (N)               | 9   | 4 | 1 | 4 | 017:190 | 0,89  | 09:90  |
| 5.  | Vereinigte Strehlener Sportfreunde | 9   | 3 | 1 | 5 | 014:220 | 0,64  | 07:11  |
| 6.  | RSV Hertha Münsterberg             | 10  | 2 | 1 | 7 | 020:270 | 0,74  | 05:15  |

| (M) | Titelverteidiger Bezirk      |
| (N) | Aufsteiger aus der 1. Klasse |

Entscheidungsspiel Platz 1:
| Datum            |                      | Ergebnis |                  | Ort         |
| ---------------- | -------------------- | -------- | ---------------- | ----------- |
| 26. Februar 1928 | VfR 1915 Schweidnitz | 5:0      | SV Preußen Glatz | Reichenbach |

### Bergland Westkreis
| Pl. | Verein                          | Sp. | S | U | N  | Tore    | Quote | Punkte |
| --- | ------------------------------- | --- | - | - | -- | ------- | ----- | ------ |
| 1.  | STC Hirschberg D                | 10  | 7 | 1 | 2  | 035:210 | 1,67  | 15:50  |
| 2.  | Waldenburger SV 09              | 10  | 7 | 1 | 2  | 031:190 | 1,63  | 15:50  |
| 3.  | SV Silesia Freiburg             | 10  | 6 | 0 | 4  | 037:290 | 1,28  | 12:80  |
| 4.  | SV Preußen Waldenburg-Altwasser | 10  | 6 | 0 | 4  | 032:310 | 1,03  | 12:80  |
| 5.  | Schweidnitzer FV 1911           | 10  | 3 | 0 | 7  | 026:310 | 0,84  | 06:14  |
| 6.  | Vgt. Striegauer Sportfreunde    | 10  | 0 | 0 | 10 | 008:380 | 0,21  | 0:20   |

Entscheidungsspiel Platz 1:
| Datum           |                    | Ergebnis |                     | Ort       |
| --------------- | ------------------ | -------- | ------------------- | --------- |
| 22. Januar 1928 | Waldenburger SV 09 | 6:2      | STC Hirschberg 1919 | Landeshut |

### Entscheidungsspiele Abstieg
Spiel um Klassenerhalt:
| Datum           |                                           | Ergebnis |                                                  | Ort          |
| --------------- | ----------------------------------------- | -------- | ------------------------------------------------ | ------------ |
| 22. Januar 1928 | RSV Hertha Münsterberg (Letzter Ostkreis) | 3:2      | Vgt. Striegauer Sportfreunde (Letzter Westkreis) | Langenbielau |

Relegationsspiele:
Das Hinspiel fand am 12. August 1928 in Schweidnitz, das Rückspiel am 19. August 1928 in Striegau statt.
|                        | Gesamt |                              | Hinspiel | Rückspiel |
| ---------------------- | ------ | ---------------------------- | -------- | --------- |
| SV Preußen Schweidnitz | 8:0    | Vgt. Striegauer Sportfreunde | 8:0      | 0:0       |

### Bezirksmeisterschaft Bergland
Das Hinspiel fand am 22. April 1928 in Waldenburg, das Rückspiel am 10. Juni 1928 in Schweidnitz statt. Auf Grund von Terminnot wurde jedoch der Waldenburger SV 09 zwischen drin als Teilnehmer an der südostdeutschen Endrunde bestimmt. Die eigentliche Meisterschaft gewann der VfR Schweidnitz.
|                                       | Gesamt |                                   | Hinspiel | Rückspiel |
| ------------------------------------- | ------ | --------------------------------- | -------- | --------- |
| Waldenburger SV 09 (Sieger Westkreis) | 2:5    | VfR Schweidnitz (Sieger Ostkreis) | 1:3      | 1:2       |

## Südostdeutsche Fußballendrunde
Die Endrunde um die Südostdeutsche Fußballmeisterschaft wurde in der Saison 1927/28 erneut als Rundenturnier ausgetragen. Qualifiziert waren die Sieger der 6 Bezirksklassen, der Titelverteidiger Breslauer SC 08 sowie der Cottbuser FV 1898 als Verbandspokalsieger. Der Breslauer SC 08 wurden zum zweiten Mal südostdeutscher Meister.
| Pl. | Verein                                                     | Sp. | S | U | N | Tore    | Quote | Punkte |
| --- | ---------------------------------------------------------- | --- | - | - | - | ------- | ----- | ------ |
| 1.  | Breslauer SC 08 (Sieger Bezirk Mittelschlesien)            | 7   | 6 | 0 | 1 | 031:120 | 2,58  | 12:20  |
| 2.  | Vereinigte Breslauer Sportfreunde (SOM) (Titelverteidiger) | 7   | 5 | 0 | 2 | 034:900 | 3,78  | 10:40  |
| 3.  | SC Preußen Zaborze (Sieger Bezirk Oberschlesien)           | 7   | 4 | 1 | 2 | 030:130 | 2,31  | 09:50  |
| 4.  | FV Brandenburg Cottbus (Sieger Bezirk Niederlausitz)       | 7   | 4 | 1 | 2 | 023:120 | 1,92  | 09:50  |
| 5.  | Cottbuser FV 1898 (Verbandspokalsieger)                    | 7   | 3 | 1 | 3 | 019:200 | 0,95  | 07:70  |
| 6.  | VfB Liegnitz (Sieger Bezirk Niederschlesien)               | 7   | 3 | 0 | 4 | 009:190 | 0,47  | 06:80  |
| 7.  | Waldenburger SV 1909 (Teilnehmer Bezirk Bergland)          | 7   | 1 | 1 | 5 | 004:270 | 0,15  | 03:11  |
| 8.  | SpVgg Gelb-Weiß Görlitz (Sieger Bezirk Oberlausitz)        | 7   | 0 | 0 | 7 | 008:460 | 0,17  | 0:14   |

| (SOM) | südostdeutscher Titelverteidiger |